# Sprung in den Tod
Sprung in den Tod (Originaltitel: White Heat) ist ein US-amerikanischer Gangsterfilm von Raoul Walsh aus dem Jahr 1949. In Deutschland ist er auch unter dem Kinotitel Maschinenpistolen bekannt.

## Handlung
Arthur Cody Jarrett ist ein berüchtigter und wegen seiner Kaltblütigkeit gefürchteter Gangster aus Los Angeles. Zu seiner alten, ebenfalls kriminellen Mutter hat er eine sehr enge und liebevolle Beziehung. Sie ist seine wichtigste Bezugsperson und der einzige Mensch, dem er wirklich vertraut. Gegenüber seiner jüngeren Ehefrau, der schönen Verna, hegt er dagegen Misstrauen. 
Cody und seine Bande rauben einen Postzug aus und töten dabei vier Menschen, wobei auch eines der Bandenmitglieder durch Verbrühungen schwer verletzt wird. Zwar freut sich Cody über die hohe Beute, aber durch die Identität des verstorbenen Bandenmitglieds, den die Bande hilflos im Versteck zurückgelassen hatte, kommt die Polizei schnell auf Codys Spur. Nur mit Glück kann er einer Verhaftung durch Detective Evans entgehen, den er anschießt. Kurz darauf fassen Cody, seine Mutter und Verna einen Plan: Um einer Anklage wegen Mordes zuvorzukommen, gesteht Cody eine weniger schwerwiegende Straftat in Illinois – einen Hotelraub, den er nie begangen hat und als Alibi benutzt.
Cody wird zu mindestens einem Jahr Haft verurteilt. Detective Evans vermutet jedoch, dass dessen Geständnis falsch war und schleust den Undercover-Agenten Hank Fallon unter dem Decknamen „Vic Pardo“ in das Gefängnis ein. Er soll Cody aushorchen und beweisen, dass dieser für den Postraub verantwortlich ist. Zudem soll Fallon die Identität eines mächtigen Hehlers herausbekommen, für den Cody die Überfälle unternimmt. Während Cody im Gefängnis sitzt, erklärt sich das großmäulige Bandenmitglied 'Big Ed' Somers zu Codys Nachfolger und beginnt eine Affäre mit Verna. Um seinen Rivalen loszuwerden, beauftragt Big Ed den befreundeten Gefangenen Roy Parker, Cody umzubringen. Der Mordanschlag wird im letzten Moment von Hank Fallon vereitelt, der dadurch Codys Vertrauen und Freundschaft gewinnt. Dieser behandelt ihn bald wie einen Bruder. Gemeinsam planen sie einen Ausbruch.
Noch bevor es dazu kommt, erhält Cody die Nachricht vom Tod seiner Mutter. Sie wusste von Big Eds Plänen und wurde von Verna hinterrücks erschossen, als sie sich an Big Ed rächen wollte. Cody, der ohnehin unter wiederkehrenden Kopfschmerzattacken leidet, hat einen Tobsuchtsanfall, als er beim Mittagessen die Todesnachricht erhält, und schlägt dabei mehrere Wärter nieder. Die Gefängnisärzte beschließen, ihn in eine Irrenanstalt einzuweisen. Cody kommt ihnen aber zuvor und bricht versteckt im Wagen eines Arztes mit einigen anderen Gefangenen aus, darunter auch Hank. Kaum in Freiheit, tötet Cody erst seinen Attentäter Roy Parker und dann Big Ed, von dem Verna behauptet, er habe den Tod der Mutter zu verantworten.
Cody übernimmt wieder seine alte Bande und plant den groß angelegten Einbruch in eine chemische Fabrik. Sie wollen dabei, in einem leeren Tanklastzug versteckt, auf das Gelände kommen. Der Hehler Winston stattet der Bande auf ihrem Stützpunkt einen Besuch ab. Am Tag des Überfalls kann Fallon seine Kollegen bei der Polizei durch einen von ihm an dem Sattelzug versteckten Peilsender kontaktieren. Die Polizei kann dadurch laufend die Position des Tanklastzuges ermitteln. Bald nach Beginn des Überfalls rückt ein Großaufgebot der Polizei in das Fabrikgelände ein. Währenddessen stellt Fallon zu seinem Entsetzen fest, dass an dem Einbruch auch ein Safeknacker namens Bo Creel teilnimmt, den er von einem früheren Einsatz als verdeckter Ermittler kennt. Creel teilt dem schockierten Cody mit, dass es sich bei „Vic Pardo“ in Wirklichkeit um einen Polizisten handelt. Mittlerweile hat die Polizei den Kassenraum, in dem sich die Bande aufhält, mit Tränengas beschossen. Im Nebel erschießt Cody, der Fallon töten wollte, versehentlich einen anderen Gangster.
Als es zum Schusswechsel zwischen den Gangstern und der Polizei kommt, kann Fallon entkommen. Die meisten Mitglieder von Codys Bande werden von der Polizei auf der Flucht im Fabrikgelände erschossen, Verna wird verhaftet. Cody flüchtet sich auf die Spitze eines riesigen Tankbehälters. Als er erkennt, dass er sich in einer ausweglosen Situation befindet, schießt er wild um sich und ruft „Ich hab's geschafft, Ma! Jetzt bin ich ganz oben!“ (engl.: Made it, Ma! Top of the world!). Unmittelbar darauf fliegt der Tank in die Luft.

## Hintergrund
Sprung in den Tod ist einer der klassischen amerikanischen Gangsterfilme der 1930er und 1940er Jahre. Wie schon in Der öffentliche Feind oder Chicago – Engel mit schmutzigen Gesichtern ist James Cagney auch hier in seiner Paraderolle als kaltblütiger Killer zu sehen. Eine der denkwürdigsten Szenen – Codys Gefühlsausbruch, als er vom Tod seiner Mutter erfährt – wurde komplett von Cagney improvisiert.
Stilistisch greift der Film mehrere Elemente des Film noir auf, beispielsweise durch die effektvolle Verwendung von Schatten und der klassischen Femme fatale in Gestalt der intriganten Verna Jarrett. Interessant ist auch Codys Charakterisierung. Die Darstellung eines Gangsters mit Freudschem Mutterkomplex, der zudem unter regelmäßigen Migräneanfällen leidet, war für damalige Verhältnisse äußerst ungewöhnlich.
Die Figur des Cody Jarrett basiert zu großen Teilen auf dem New Yorker Mörder Francis Crowley. Dessen letzte Worte vor seiner Hinrichtung im Jahr 1932 lauteten Send my love to my mother. Als Vorbild für Codys Mutter diente die berüchtigte Bankräuberin Kate Barker.
2008 wählte das American Film Institute den Film auf Platz 4 der zehn besten US-Gangsterfilme aller Zeiten. Eine der letzten Zeilen des Films, Made it Ma! Top of the World!, kam auf der Liste der 100 besten Filmzitate auf Platz 18, und Cody Jarrett schaffte es auf Rang 26 der 50 größten Schurken.
In ihrem Song White Heat verwendete Madonna zwei Textsequenzen aus dem Film.

## Synchronisation
Die deutsche Synchronfassung entstand 1966 bei der Berliner Synchron unter Dialogregie von Klaus von Wahl nach einem Dialogbuch von Fritz A. Koeniger.
| Rolle                   | Schauspieler      | Dt. Synchronsprecher |
| ----------------------- | ----------------- | -------------------- |
| Arthur Cody Jarrett     | James Cagney      | Wolfgang Draeger     |
| Verna Jarrett           | Virginia Mayo     | Brigitte Grothum     |
| Hank Fallon / Vic Pardo | Edmond O’Brien    | Horst Niendorf       |
| Ma Jarrett              | Margaret Wycherly | Ursula Krieg         |
| Big Ed Sommers          | Steve Cochran     | Rainer Brandt        |
| Phillip Evans           | John Archer       | Heinz Petruo         |

## Kritik
„Klassischer Film noir aus der Nachkriegszeit; lakonisch, mit raffinierten Actionszenen und intensiver Atmosphäre. James Cagney spielt seine Rolle mit abstoßender Brillanz.“

„Nach zehnjähriger Abstinenz schlüpft James Cagney wieder in sein Image des hartgesottenen Verbrechers. „Sprung in den Tod“ schließt einmal den Kreis zu Cagneys früheren Gangsterfilmen, die ihn die 30er hindurch in Lohn und Brot gestellt haben, gibt sich zudem, dem Zeitgeist entsprechend, als Film noir und spätestens im actiongeladenen Finale postklassisch wie die Blockbuster der Zukunft.“

## Auszeichnungen
- 1950: Oscar-Nominierung für Virginia Kellogg für das Beste Drehbuch
- 1950: Edgar Allan Poe Award für Ivan Goff, Ben Roberts und Virginia Kellogg für das Beste Drehbuch
- 2003: Aufnahme in das National Film Registry